# Синевирська сільська рада
| Синевирська сільська рада — колишній орган місцевого самоврядування у Міжгірському районі Закарпатської області з адміністративним центром у с. Синевир. Сільській раді підпорядковані населені пункти: - с. Синевир - с. Заверхня Кичера |

## Склад ради
Рада складається з 20 депутатів та голови.

## Керівний склад сільської ради
| ПІБ                        | Основні відомості                                                               | Дата обрання | Дата звільнення |
| -------------------------- | ------------------------------------------------------------------------------- | ------------ | --------------- |
| Шпілька Михайло Васильович | Сільський голова, 1970 року народження, освіта, безпартійний                    | 26.03.2006   | 31.10.2010      |
| Фетько Михайло Іванович    | Сільський голова, 1957 року народження, освіта середня спеціальна, безпартійний | 31.10.2010   | 18.03.2012      |
| Куруц Микола Михайлович    | Сільський голова, 1963 року народження, освіта вища, безпартійний               | 18.03.2012   |                 |

Примітка: таблиця складена за даними джерела

## Населення
Згідно з переписом УРСР 1989 року чисельність наявного населення сільської ради становила 4690 осіб, з яких 2233 чоловіки та 2457 жінок.
За переписом населення України 2001 року в сільській раді мешкало 4966 осіб.

### Мова
Розподіл населення за рідною мовою за даними перепису 2001 року:
| Мова       | Відсоток |
| ---------- | -------- |
| українська | 99,90 %  |
| російська  | 0,08 %   |